# Bộ Lê mộc
Bộ Lê mộc (danh pháp khoa học: Batales, đôi khi được viết thành Batidales) là một bộ thực vật có hoa được sử dụng trong một vài hệ thống phân loại thực vật. Thông thường bộ này chỉ bao gồm chi Batis. Trong phiên bản năm 1981 của hệ thống Cronquist nó là bộ thuộc phân lớp Dilleniidae với định nghĩa như sau:
- Bộ Batales
Họ Gyrostemonaceae: Họ Hoàn nhị, với 5 chi và khoảng trên 18 loài bản địa Australia, nhưng không có ở miền bắc nước này.
Codonocarpus
Cypselocarpus
Gyrostemon (bao gồm cả Didymotheca): Khoảng 12 loài
Tersonia
Walteranthus
Họ Bataceae: Họ Lê mộc, với 1 chi (Batis) và 2 loài (Batis maritima và Batis argillicola) ở miền bắc Australia và miền nam New Guinea cũng như châu Mỹ nhiệt đới, quần đảo Galápagos. Được du nhập vào quần đảo Hawaii.

Bộ này không có tầm quan trọng kinh tế nào đáng kể. Như đã nói trên đây, không có mặt tại Việt Nam. Tên gọi lê mộc là dịch từ tên tiếng Trung (藜木).
Các loài thực vật trong bộ này là cây gỗ, cây bụi hay cận cây bụi với các lá đơn, mép lá nguyên. Các loài thực vật trong bộ này sản sinh ra dầu mù tạc. Hoa nhỏ, đơn tính; phấn hoa với màng ngoài rắn. Bao hoa bao gồm các lá đài nhỏ tách biệt hoặc hợp nhất, không có cánh hoa. Số lượng nhị hoa từ 4 tới nhiều; nhụy hoa có (1) 2-nhiều lá noãn, hợp nhất để tạo thành bầu nhụy thượng nhiều ô. Quả là quả kiên nhỏ hay quả hạch, khô, nứt ra để giải phóng hạt. Vị trí phân loại của bộ Lê mộc gây tranh cãi đã từ lâu, và nó thường hay được đặt trong phân lớp Cẩm chướng (Caryophyllidae). Tuy nhiên, sự hiện diện của tinh dầu mù tạc cũng như của một số đặc trưng hình thái nhất định lại gợi ý rằng bộ này tốt nhất nên đặt gần với bộ Bạch hoa (Capparales) của phân lớp Sổ (Dilleniidae).
Hệ thống APG II, được sử dụng trong Wikipedia, không công nhận bộ này và đặt tất cả các loài thực vật thuộc bộ này vào trong bộ Cải (Brassicales) mở rộng.